# Coupe Spengler 2000
Navigation
Édition précédente Édition suivante
La Coupe Spengler 2000 est la 74e édition de la Coupe Spengler. Elle se déroule en décembre 2000 à Davos, en Suisse.

## Règlement du tournoi
Les équipes sont regroupés au sein d'un seul groupe. Les équipes jouent un match contre chacune des autres équipes. Les deux premiers de la poule jouent une finale pour le titre de vainqueur de la Coupe Spengler.
Lors de la phase de poule une victoire rapporte 2 points, une défaite après prolongation 1 point et une défaite dans le temps réglementaire 0 point.

## Résultats des matchs et classement
| Clt   | Équipe           | PJ | V | VF | D | DP | BP | BC | Pts |
| ----- | ---------------- | -- | - | -- | - | -- | -- | -- | --- |
| +001, | Canada           | 4  | 2 | 1  | 0 | 1  | 13 | 9  | 7   |
| +002, | HC Davos         | 4  | 2 | 1  | 0 | 1  | 10 | 7  | 7   |
| +003, | Kölner Haie      | 4  | 1 | 1  | 1 | 1  | 11 | 10 | 5   |
| +004, | Sparta Prague    | 4  | 1 | 0  | 2 | 1  | 10 | 12 | 3   |
| +005, | Jokerit Helsinki | 4  | 0 | 1  | 3 | 0  | 5  | 11 | 2   |

- Qualifié directement pour la finale

## Finale
| 31 décembre | Canada | 2-4 (2:1, 0:1, 0:2) | Davos | Eisstadion Davos |